# Husička vdovka

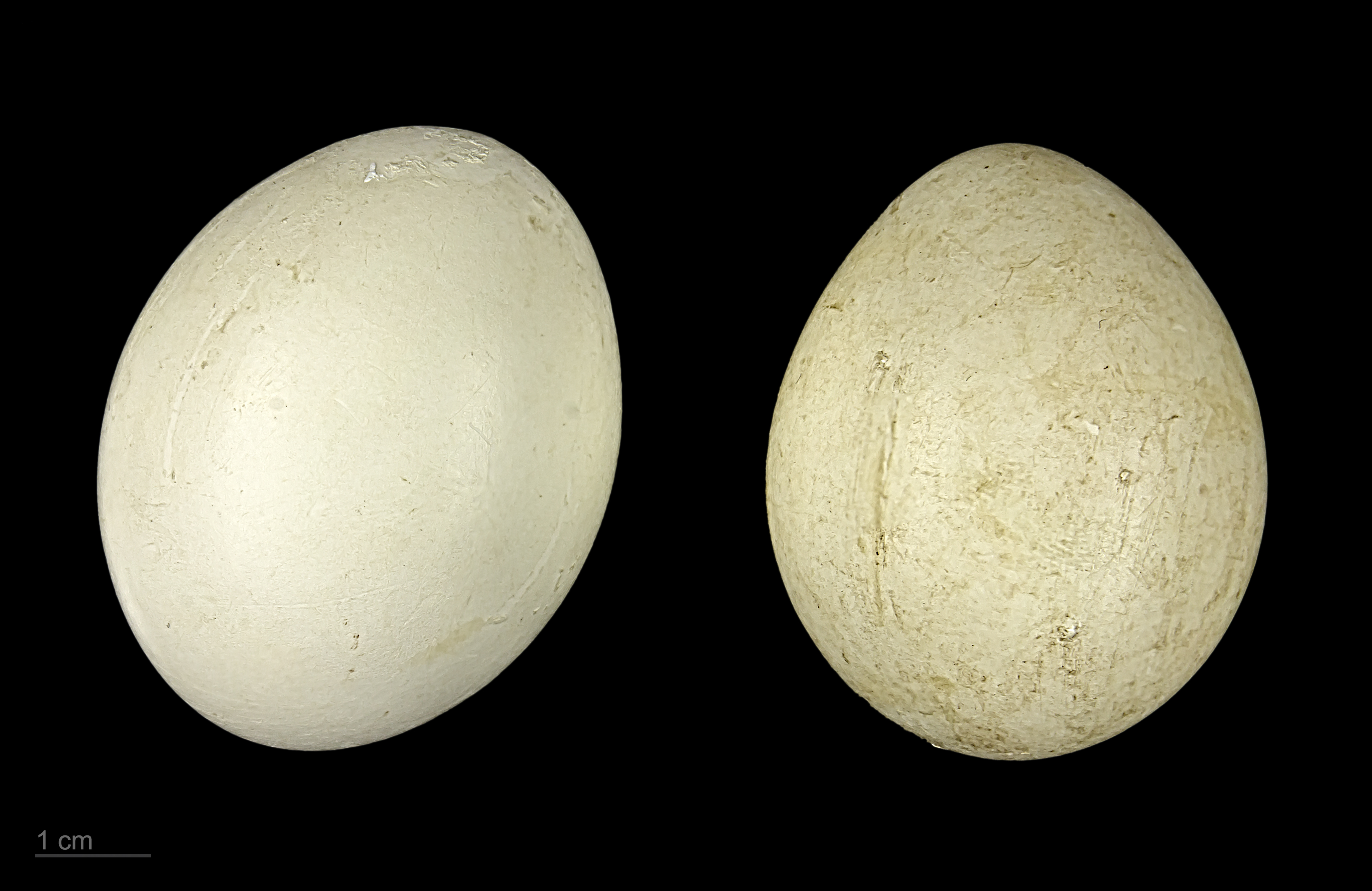
Dendrocygna viduata

Husička vdovka (Dendrocygna viduata), známá také pod názvem husička vdova, je malý, hojně rozšířený vodní pták z velmi početné čeledi kachnovitých.
Dorůstá 38 - 48 cm, váží 0,5 - 0,8 kg a v rozpětí křídel může mít až 88 cm. Jedná se o zavalitou husičku s velmi krátkým ocasem, dlouhým krkem a vzhledem k velikosti těla poměrně dlouhými končetinami, kterou můžeme od dalších blízce příbuzných druhů snadno rozlišit díky charakteristickému a velmi pestrému zbarvení.
Má světle hnědý až černý hřbet, křídla a ocas, tmavé břicho, černobíle pruhované boky, šedomodré končetiny, kaštanově hnědou hruď a krk s červenavým nádechem a černou hlavu se světle zbarveným obličejem a tmavým zobákem se světlým pruhem. Obě pohlaví jsou zbarvena stejně, mladí ptáci mají mnohem méně výrazněji zbarvenou hlavu.
Husička vdovka k životu preferuje větší jezera a rybníky s hustou rostlinnou vegetací na rozsáhlém území subsaharské Afriky, Madagaskaru a Jižní Ameriky. Díky svému výraznému vzhledu je velmi častá v zoologických zahradách a parcích po celém světě (v České republice je k vidění např. v Zoologické zahradě Zlín, Dvůr Králové nebo Ostrava). Na slovensku je chována v Zoo Bratislava, Zoo Bojnice a Zoo Košice. V roce 2004 její populace činila neuvěřitelných 1 400 000 – 2 600 000 jedinců žijících na ploše velké přibližně 10 000 000 km2.
Husička vdovka je vysoce společenský druh, na nocovištích a v oblastech s hojným výskytem potravy se může pravidelně sejít až několik tisíc jedinců. Velmi často se ozývá nápadnými, hvízdavými zvuky. Je všežravá a za svou potravou se velmi často potápí. Požírá především vodní hmyz, měkkýše, semena a zelené části rostlin.
Hnízdí na zemi nebo na stromech a klade obvykle 8 - 12 vajec. V období hnízdění je husička vdovka značně agresivní a své hnízdo si brání i proti jiným zástupcům vlastního druhu. Inkubace vajec trvá zhruba 29 dní a na jejich sezení se podílejí oba rodiče.